# Begraafplaats van Karazjartas
De begraafplaats van Karazjartas (Kazachs: Қаражартас қорымы, Qarajartas qorymy, Russisch: Могильник Каражартас, of Бегазинская пирамида, Begazinskaja piramida, "piramide van de Begazycultuur") is een megalithische site van de Begazy-Dandybajcultuur uit de late bronstijd in het huidige Kazachstan. Ze bevindt zich aan de rechteroever van de Talda-rivier, 2 km ten westen van Aoel Zjanazjoert en 12 km ten oosten van Talda, op het grondgebied van het landelijk district Talda in het rajon Sjet van de oblast Karaganda.
Archeologisch onderzoek vond plaats in 2016-2017 door Igor Aleksejevitsj Koekoesjkin van het Saryarka archeologisch instituut. De begraafplaats van Karazjartas bevat 41 bouwwerken daterend van de late brons- tot vroege ijzertijd. Op de site werd een mausoleum in de vorm van een trappenpiramide met afmetingen van 14x14,5 m onderzocht, dat het graf van een hooggeplaatst persoon bevatte. De grafstructuur bezit 5-6 muren van natuursteen. Naast het elite-graf werden bij de opgravingen nog 12 constructies van lagere sociale status gevonden.
Volgens C14-datering uitgevoerd door het laboratorium van de Koninklijke Universiteit van Belfast (Noord-Ierland) werd vastgesteld dat de begraafplaats in de 15e tot 14e eeuw v.Chr. functioneerde. Het onderzochte mausoleum is het grootste en meest complexe bouwwerk uit de late bronstijd van centraal Kazachstan.
in 2018 werd 4 km ten westen van Karazjartas, in de begraafplaats van Tabyldy, een grafheuvel opgegraven met het graf van twee paarden. De paarden lagen op hun zij, met de ruggen naar elkaar.

## Publiciteit
De site kwam in 2016 in het nieuws door een aantal sensationalistische krantenberichten waarin van de "oudste piramide ter wereld" gesproken werd, ouder dan de piramide van Djoser. In werkelijkheid is het bouwwerk ruim duizend jaar jonger.

## Ze ook
- Megalithische mausolea van de Begazy-Dandybajcultuur